# Narikun Ketprapakorn

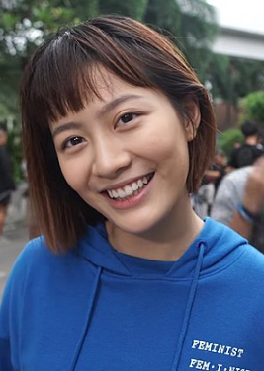
Narikun Ketprapakorn

Narikun Ketprapakorn (thailändisch นรีกุล เกตุประภากร; geboren am 26. Juli 1997 in Bangkok), Spitzname Frung (thailändisch: ฟรัง), ist eine thailändische Schauspielerin.

## Biografie
Ketprapakorn wurde am 26. Juli 1997 in Bangkok geboren. Sie besuchte die Triam Udom Suksa School. Danach studierte sie an der Chulalongkorn-Universität. Ihr Debüt gab sie 2014 in der Serie Hormones. Anschließend war Ketprapakorn 2015 in dem Film Me Nai Fai Raeng zu sehen. Im selben Kahr trat sie in Numtha Kummathep auf. Außerdem spielte sie 2017 in Project S: The Series mit. 2020 wurde sie für die Serie Win 21 Ded Jai Tur gecastet. Zudem bekam sie eine Rolle in Quarantine Stories.

## Filmografie (Auswahl)
Filme
- 2015: Me Nai Fai Raeng

Serien
- 2014: Hormones
- 2014: ThirTEEN Terrors
- 2015: Numtha Kummathep
- 2017: Project S: The Series
- 2019: Great Men Academy
- 2020: Win 21 Ded Jai Tur
- 2020: Quarantine Stories